# Centris pulchra
Centris pulchra är en biart som beskrevs av Moure, Oliveira och Viana 2003. Centris pulchra ingår i släktet Centris och familjen långtungebin. Inga underarter finns listade.